# Центр политики безопасности (США)
Центр политики безопасности (англ. Center for Security Policy) — ультраправая, анти-мусульманская американская общественная организация.
Была организована Фрэнком Гаффни (англ. Frank Gaffney) в 1988 году. 
Миссия Центра политики безопасности состоит в том, чтобы защитить основополагающие принципы и свободу Америки посредством прямого анализа национальной безопасности и политических решений.
Специализируется на выработке стратегии, организации акций и привлечении ресурсов, необходимых для американской безопасности.
Центр политики безопасности - некоммерческая, беспартийная организация, которая занимается обучением политиков, законодателей, средств массовой информации и американской общественности. 
Организация не финансируется федеральным правительством США. 
По словам сенатора Уайтхауса центр финансируется через "Donors Trust" братьев Кох, а также другими "консервативными" донорами.

## Структура

### Совет
При Центре политики безопасности существует Совет (англ. The Center’s National Security Advisory Council (NSAC)), члены которого, согласно уставу организации, посвящают свою деятельность обеспечению американской безопасности.
Большинство членов Совета — действующие и бывшие сенаторы и конгрессмены США, высокопоставленные чиновники Госдепартамента и Совета национальной безопасности США, Пентагона и НАСА, ветераны ЦРУ.

#### Совет Советников
При Совете существует Совет Советников (иначе называют Консультационный Совет, англ. Nationaly Security Advisory Council). Количество членов Совета Советников в 2005 году составляло 95 человек. Подавляющее большинство членов Совета Советников (на 2005 год было 89 человек) являются служащими федеральных властей или Конгресса США. Это, например: Ричард Перл, Франк Гафни, Мидж Дектер, Чарлз Фейрбанк, Бил Хаузер, Джин Киркпатрик, Едвард Роуни, Говард Тейчер.

## Награда «Хранитель огня»
Ежегодно, начиная с 1990 года, Центр поощряет людей содействующих увеличению безопасности США наградой «Хранитель пламени» (англ. The Keeper Of Flame, название в честь одноименного фильма «Хранитель пламени» со Спенсером Трейси и Кэтрин Хепбёрн).

### Лауреаты
- 2007 — сенатор Джозеф Либерман
- 2006 — Дункан Хантер
- 2005 — сенатор Джеймс Инхоф
- 2004 — генерал Пирер Пейс
- 2003 — Пол Вулфовиц
- 2002 — генерал Ричард Майерс, ВВС США
- 2001 — Джеймс Шлезингер, быв. секретарь безопасности
- 2000 — Флойд Спенс
- 1999 — генерал Джеймс Джонс, командующий корпусом морской пехоты США
- 1998 — Дональд Рамсфелд
- 1997 — Кристофер Кокс, конгрессмен
- 1996 — Ньют Гингрич, спикер Палаты представителей США
- 1995 — Рональд Рейган, быв. президент США
- 1994 — Джон Кайл, конгрессмен
- 1993 — Стив Форбс, публицист
- 1992 — Малькольм Уоллоп, сенатор США
- 1991 — Гарри Каспаров
- 1990 — Каспар Уайнбергер